# Detmar Heinrich Sarnetzki
Detmar Heinrich Sarnetzki (* 26. November 1878 in Bremen; † 24. August 1961 ebenda) war ein deutscher Journalist und Schriftsteller.

## Leben
Detmar Heinrich Sarnetzki begann seine journalistische Laufbahn als Volontär beim „Bremer Tageblatt“. 1903 ging er nach Köln und arbeitete dort in den nächsten vier Jahrzehnten in der Redaktion der „Kölnischen Zeitung“, anfangs als Kunst- und Literaturkritiker, ab 1913 als Chef des Feuilletons. Nachdem er anfangs in Köln gelebt hatte, ließ er sich später in Refrath nieder. Sarnetzki galt als einer der einflussreichsten Kritiker des Rheinlandes. Daneben war er selbst literarisch aktiv, gehörte in den Zwanzigerjahren zu den Gründern des „Bundes Rheinischer Dichter“ und förderte Autoren wie Wilhelm Schmidtbonn und Clara Viebig.
1943 wurde Detmar Heinrich Sarnetzki trotz seiner national-konservativen Einstellung von den Nationalsozialisten seines Amtes bei der „Kölnischen Zeitung“ enthoben und mit einem Schreibverbot belegt, weil er es ablehnte, sich von seiner jüdischen Ehefrau zu trennen.
Detmar Heinrich Sarnetzki verfasste erzählende Werke, darunter den erfolgreichen Roman „Die Pfeifer von Altensande“, Gedichte und Theaterstücke; daneben gab er Anthologien mit Kölner Sagen sowie mit Texten rheinischer Autoren heraus. Seit den Zwanzigerjahren gehörte er der „Literarischen Gesellschaft Köln“ (ab  1930 als Vorsitzender) und Kölner Bibliophilen-Gesellschaft an.

## Werke
- Der Eroberer, Stuttgart [u. a.] 1912
- Aus heiligen Stunden, Cöln 1914
- Die Pfeifer von Altensande, Leipzig 1921
- Wanderer und Gefährte u. a. Novellen, Leipzig 1921
- Semiramis, Köln 1923
- Weihe des Lebens, Leipzig 1923
- Rheinische Dichter der Gegenwart, Coblenz 1924
- Helden, Meister und Schelme, Saarlautern 1939
- Das Schwert des Cäsar, Ratingen 1941
- Die Reiterin in der Heide. Das Ledigenhaus, Ratingen 1949
- Kölner Elegien, Köln 1953

## Herausgeberschaft
- Rheinisches Dichterbuch, Köln 1909
- Das Lied vom Rhein, Köln
  - 1 (1922)
  - 2 (1922)
- Gedächtnis der Toten, Köln 1948 (zusammen mit Josef Winckler)